# Tote Täler
Koordinaten: 51° 11′ 35,5″ N, 11° 44′ 33,3″ O
Tote Täler ist ein Naturschutzgebiet in Sachsen-Anhalt im westlichen Teil des Burgenlandkreises und gilt als eines der orchideenträchtigsten Gebiete in den neuen Bundesländern.

## Beschreibung

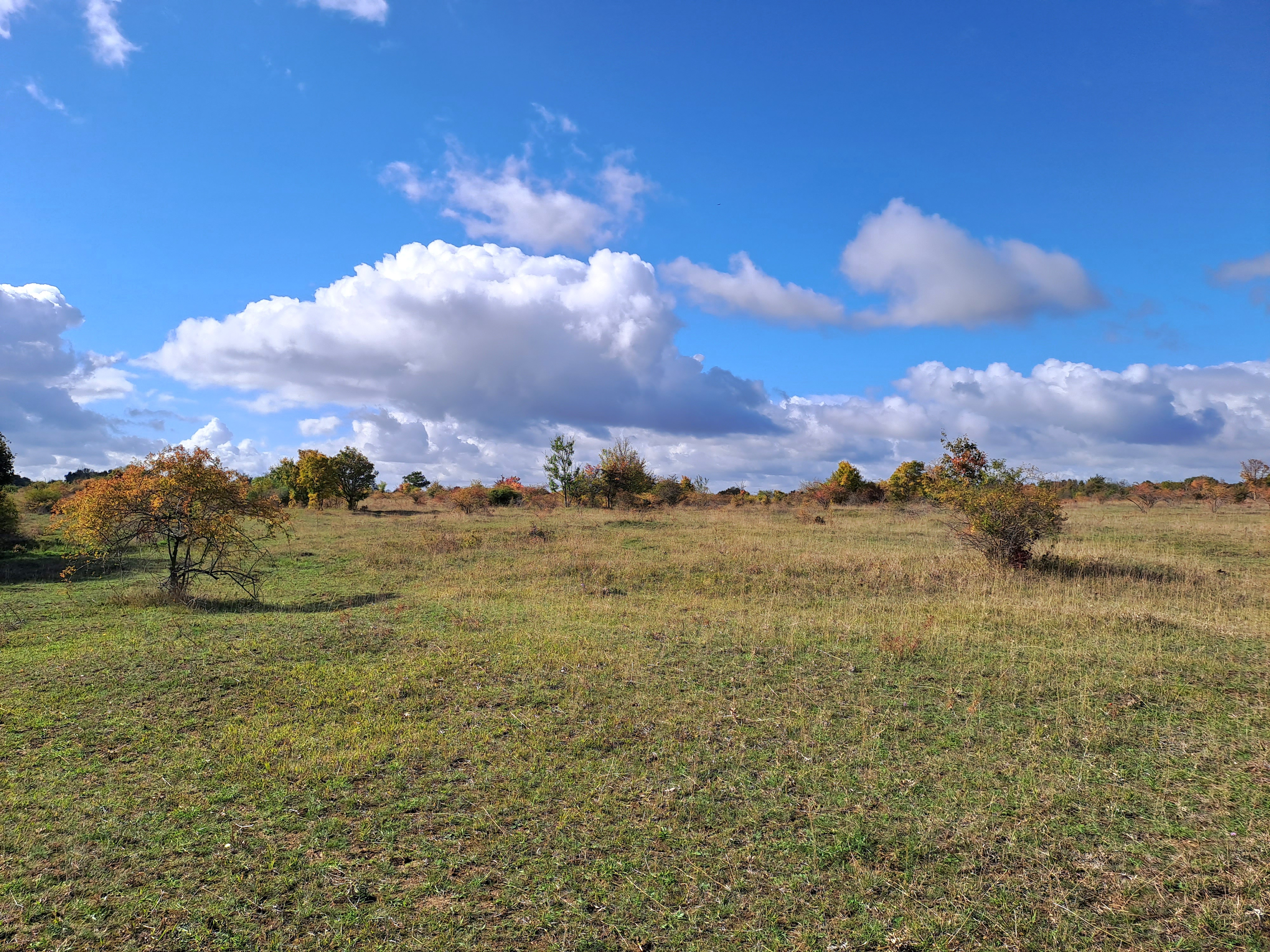
Hochfläche Rödel im Herbst

Das 827,0 Hektar große Naturschutzgebiet mit der Nr. NSG 0128 liegt unmittelbar südlich von Freyburg im Burgenlandkreis im Landschaftsschutzgebiet Naturpark Saale-Unstrut-Triasland und entspricht in seiner Ausdehnung dem FFH-Gebiet 0151 Tote Täler südwestlich Freyburg.
Schutzziel ist es, wertvolle Trocken- und Halbtrockenrasen und verschiedene naturnahe Waldgesellschaften zu erhalten. Zum 1967 unter Naturschutz gestellten Gebiet gehören die Hochfläche Rödel und deren abfallende Hänge in Richtung Unstrut und Hasselbach. Im Südwesten des Gebiets ist ein Orchideenrundwanderweg ausgeschildert.

## Namensursprung
Einer alten Sage nach wird zum Ursprung der Namensgebung erzählt, 
dass im Jahre 933, nach 9-jährigen Waffenstillstand der fällige Tribut durch König Heinrich I. verwehrt wurde. Daraufhin fielen die Ungarn über das Grenzland des Ostfränkischen Reiches her. Das wild verwachsene Tal der Hassel war es, was vielen Bewohnern der umliegenden Dörfer zum Versteck wurde, hauptsächlich für Frauen und Kinder, da die Männer Nahrung beschafften. Die Ungarn entdeckten das Lager, mordeten Frauen und Kinder und beraubten sie. Als die Männer von der Jagd zurückkamen und sahen, was passiert war, überwältigten sie in der Dunkelheit der Nacht die Wachen der Eindringlinge, und töteten die Mehrzahl der Ungarn. Gleichzeitig braute sich ein Gewitter zusammen und die wenigen, die fliehen wollten, wurden von den Wassermassen, die sich zu Tale wälzten fortgerissen und mussten ertrinken. Als der Tag heraufzog und die Sonne den Ort beleuchtete, war der Anblick der Gemordeten und Verstümmelten so furchtbar, dass man seitdem das Tal „Die Totentäler“ nannte.

## Orchideengebiet

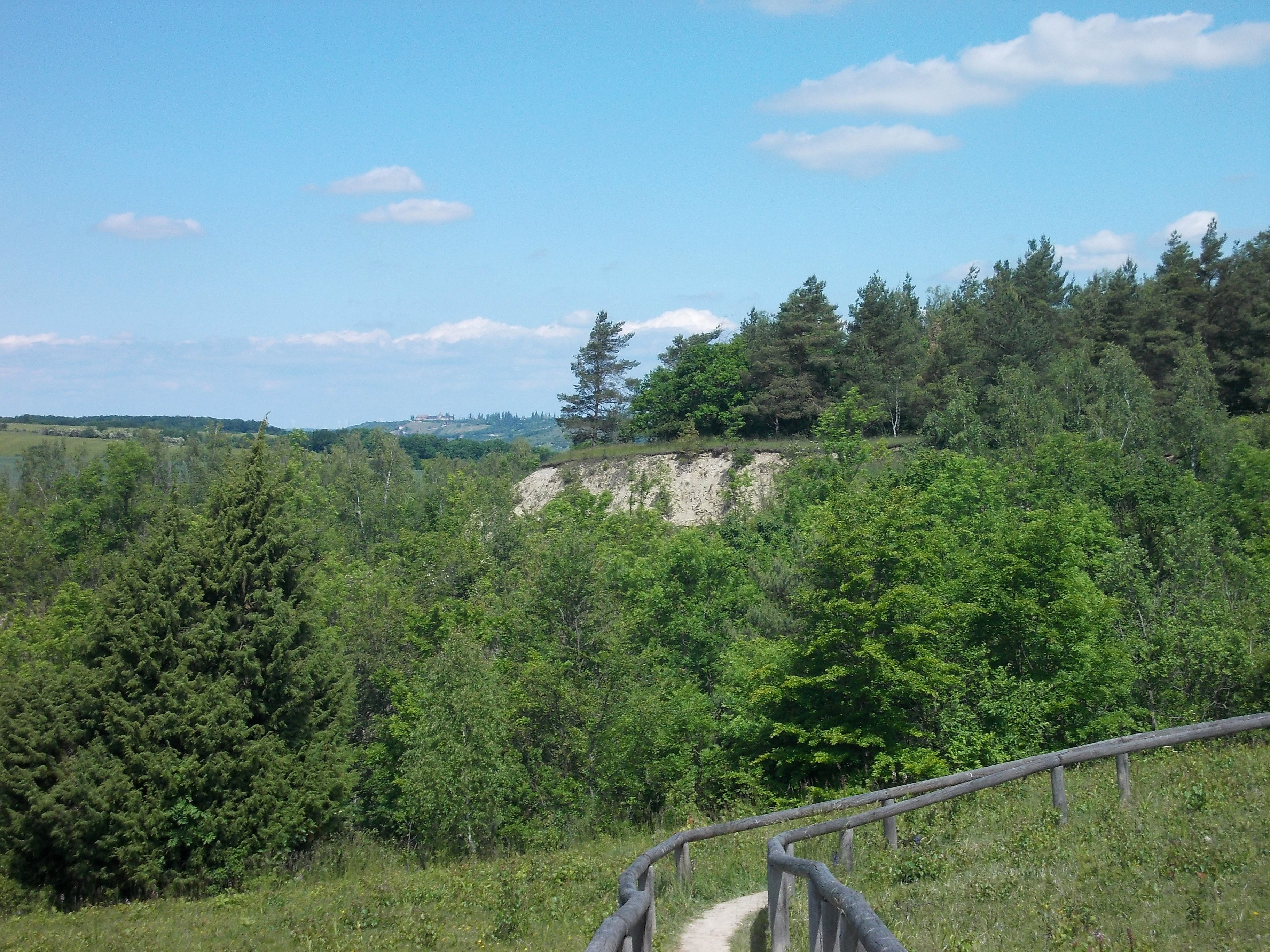
Orchideenweg im NSG Tote Täler

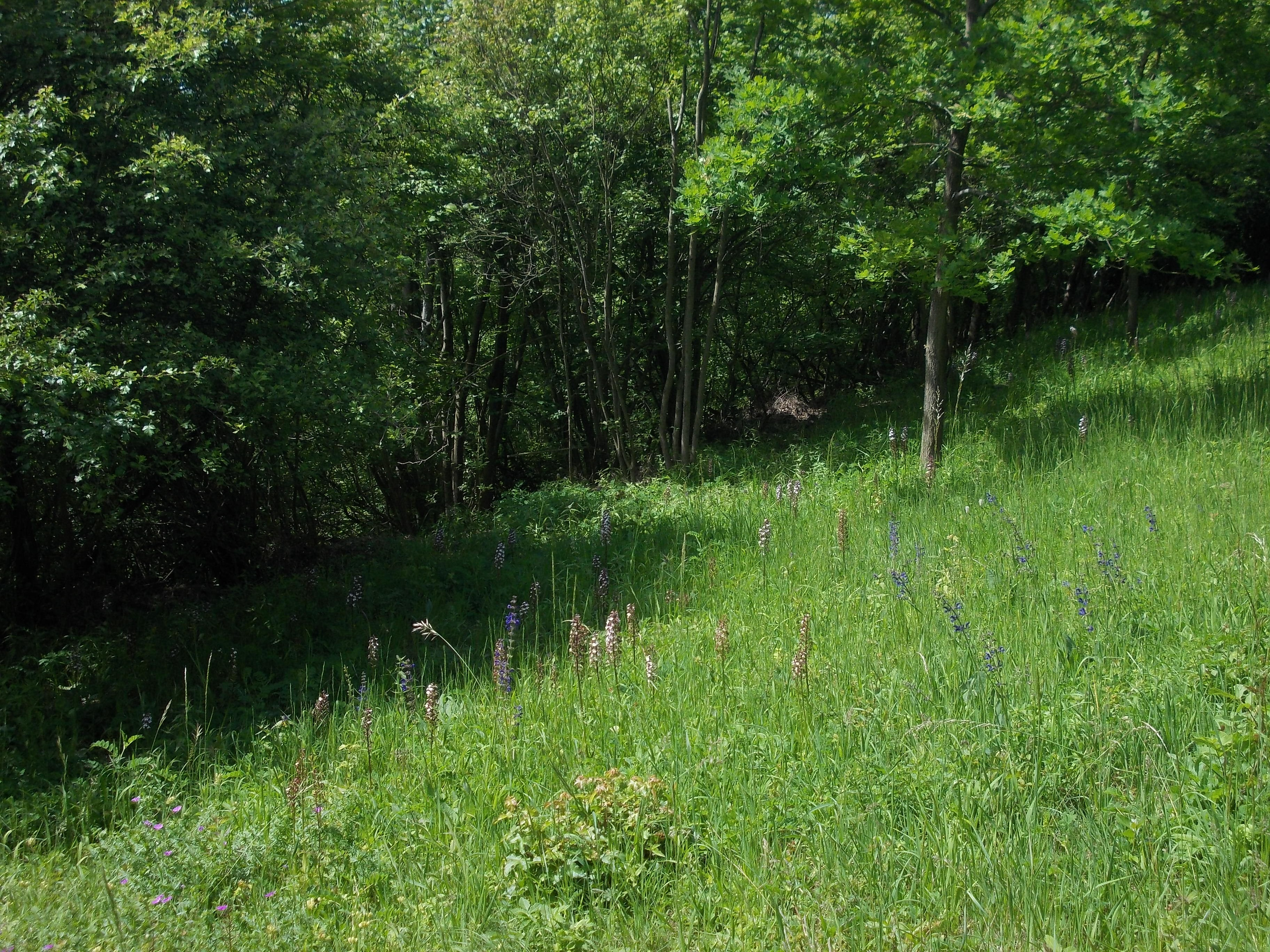
Orchideenwiese

Neben 25 nachgewiesenen heimischen Orchideen wie
Braunrote Stendelwurz,
Purpur-Knabenkraut,
Helm-Knabenkraut,
Blasses Knabenkraut,
Stattliches Knabenkraut,
Bienen-Ragwurz,
Spinnen-Ragwurz,
Fliegen-Ragwurz,
Grünliche Waldhyazinthe,
Weiße Waldhyazinthe,
Große Händelwurz und
Bleiches Waldvöglein
finden sich weitere seltene Pflanzenarten wie das Große Windröschen, Hain-Wachtelweizen, Bunte Kronwicke, Wiesen-Salbei, Bergziest, Blutroter Storchschnabel, Kleiner Klappertopf, Kuhschelle, Wundklee, Golddistel und Speierling.

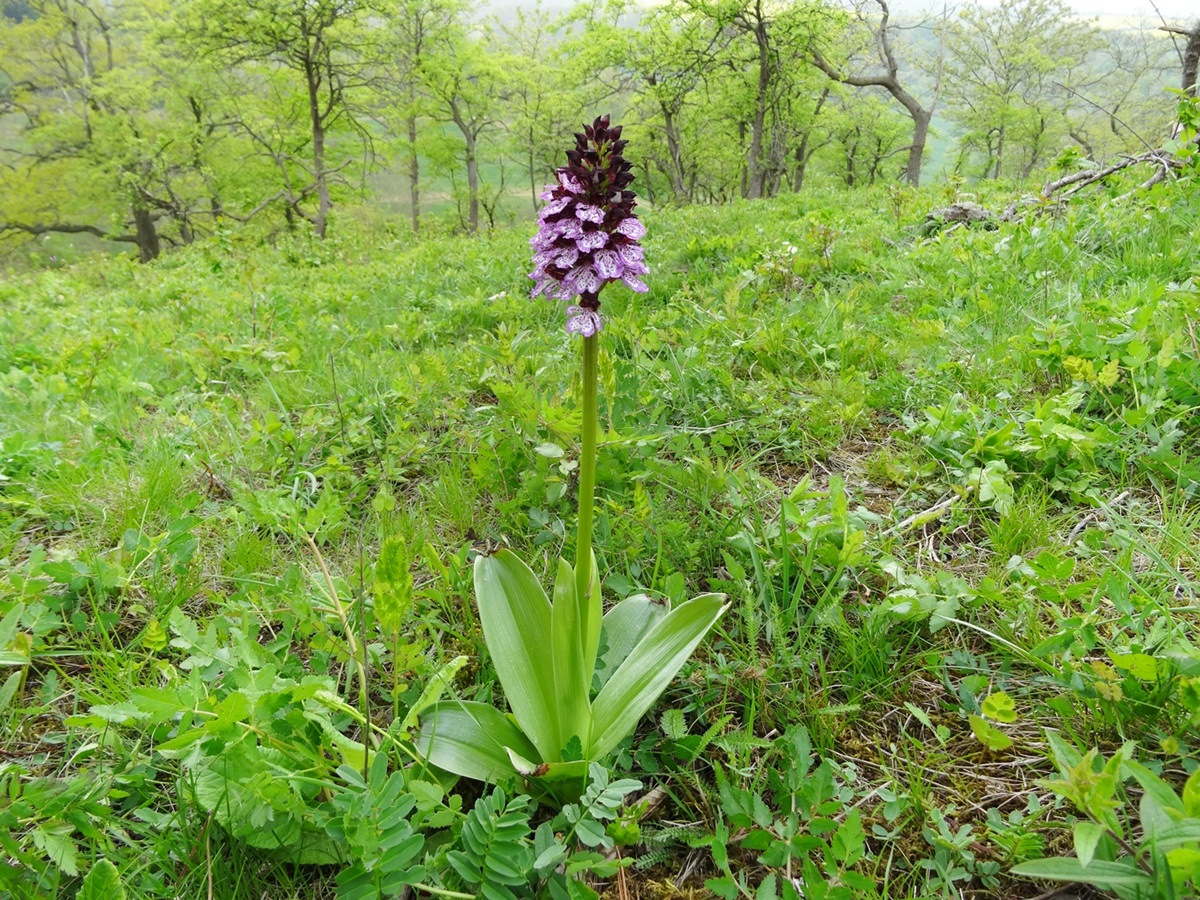
Purpur-Knabenkraut (Orchis purpurea)
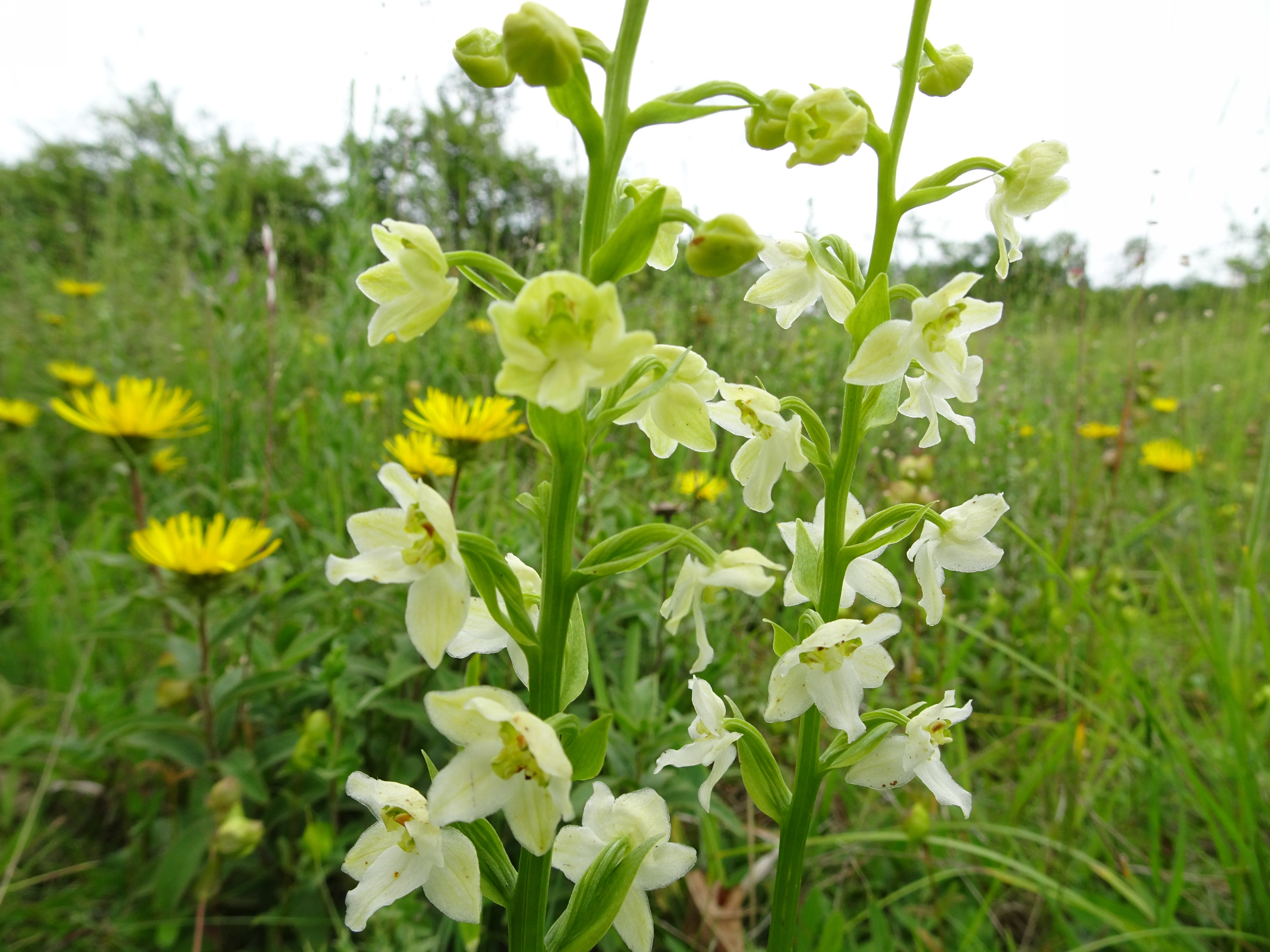
Grünliche Waldhyazinthe (Platanthera chlorantha)
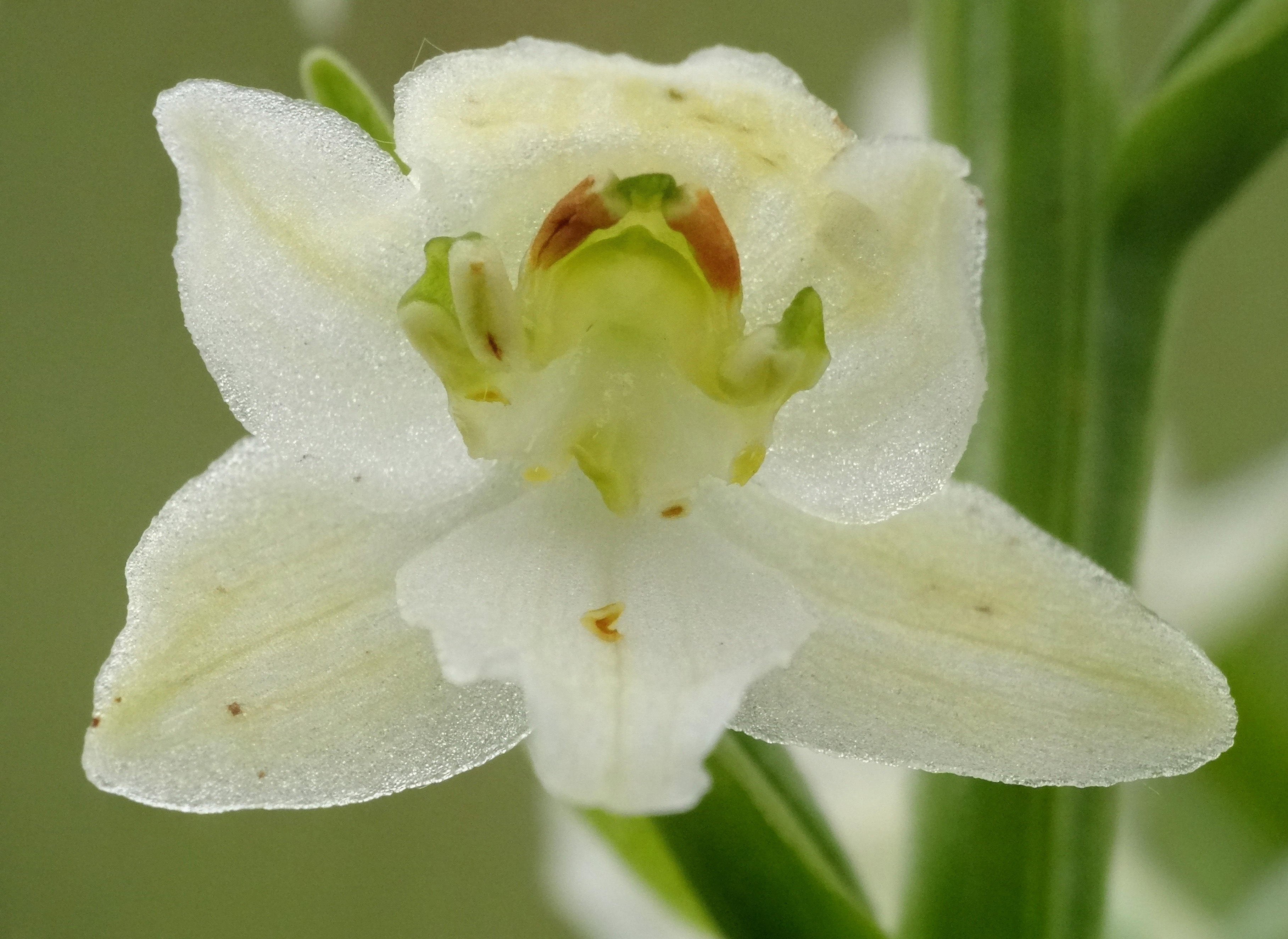
Grünliche Waldhyazinthe (Einzelblüte)